# María Bernabéu Avomo
María Bernabéu Avomo (Salamanca, 15 de febrer de 1988) és una esportista que competeix en judo, guanyadora d'una medalla de plata en el Campionat Mundial de Judo de 2015, en la categoria de –70 kg.

## Palmarès internacional
| Campionat Mundial | Campionat Mundial               | Campionat Mundial | Campionat Mundial |
| Any               | Lloc                            | Medalla           | Categoria         |
| ----------------- | ------------------------------- | ----------------- | ----------------- |
| 2015              | Astanà ( Kazakhstan) Kazakhstan | 2                 | –70 kg            |